# Кані-Бон
Кані-Бон (перс. كني بن) — село в Ірані, у дегестані Ларіджан-е Софла, у бахші Ларіджан, шагрестані Амоль остану Мазендеран. У переписі 2006 року вказане як окремий населений пункт, але без відомостей про чисельність населення.